# 大上海电影院
大上海电影院（英語：Metropol Cinema），原名大上海大戏院，后曾改称遵义电影院，位于上海西藏中路500号，是上海近代一家剧院。建筑由上海融融股份有限公司投资，委托华盖建筑师事务所设计，并由陈植所主持，于1933年11月建成。1989年，大上海电影院入选第一批上海市优秀历史建筑、上海市文物保护单位。
因该建筑于21世纪初重建，故而现已被列为上海湮没建筑名单中。大上海电影院目前是一家五星级影院，位于该大楼的8楼，共有5个现代化影厅，可以容纳680个座位。

## 历史
大上海于1933年12月6日晚上9时15分开幕，上映的第一场电影为由丽琳·哈莱主演的《女性的追逐》（My Weakness）。开业后，大上海又与当时南京大戏院（今上海音乐厅）竞争，并取得了福克斯及雷电华两家制片公司的影片首映权，使得南京大戏院几乎停业。在第二年，两家戏院均被一家叫南怡的公司收购，当时被视为“1934年影业一大新闻”。大上海大戏院在1956年更名为大上海电影院，文革时曾改名为“遵义电影院”，1972年恢复为大上海电影院。

## 建筑特色
大上海大戏院占地面积1161平方米，建筑面积3300平方米。外墙以黑色磨光大理石贴面，大门上方有八根贯穿到顶的墨色玻璃方柱，内装霓虹灯，形成立面竖线条构图。两端用横窗，使垂直线与水平线交相出现，不单调，又主次分明。前部5层，后部是观众厅，观众厅有上下两层，1750个座位，楼厅较高，有座位750个。放映用的是当时世界上最先进的拍拉斯放映机，还有冷气压缩机等设备，是20世纪30年代上海的第一流影院。文革后，建筑开始整修，但是整修中对局部的改动较大，如原玻璃方柱改成了水泥柱，也引起了建筑界的不满。